# روب ولز
روب ولز هو كاتب سيناريو وممثل كندي، ولد في 28 أكتوبر 1971 في مونكتون في كندا.

## وصلات خارجية
- روب ولز على موقع IMDb (الإنجليزية)
- روب ولز على موقع ألو سيني (الفرنسية)
- روب ولز على موقع أول موفي (الإنجليزية)
- روب ولز على موقع إن إن دي بي (الإنجليزية)
- روب ولز على موقع قاعدة بيانات الفيلم (الإنجليزية)
- روب ولز على موقع كينوبويسك (الروسية)